# Michael Wittmann
Michael Wittmann (22. april 1914 – 8. august 1944) var en tysk kampvognsfører under Anden Verdenskrig. 
Under krigen ødelagde Michael Wittmann sammen med sin kampvognsbesætning 138 kampvogne og 132 panserværnskanoner samt et ukendt antal pansrede køretøjer. Michael Wittmann deltog i kampene i Østeuropa i store dele af krigen. Han blev i april 1944 forflyttet til Frankrig som en del af forsvaret mod det forventede angreb, som udmundede i D-dag, og det var i perioden efter D-dag, at Michael Wittmann tog hovedparten af sine ofre.
Michael Wittmann var medlem af SS og var fremtrædende nazist. Ud over sine fantastiske evner på slagmarken blev han også brugt som genstand for tysk propaganda, hvor han blev fremstillet som en nazistisk ridder af det tredje rige. Han er blevet citeret for flere udtalelser, men det er dog tvivlsomt, at det er Michael Wittmann selv, der er kommet med alle disse udtalelser. Følgende er et eksempel herpå:[kilde mangler]
| Citat                                           | Den tyske krigsmaskines effektivitet kan sammenlignes med oldtidens grækere - hurtige, smarte og fandenivoldske. Dét kombineret med en stærk og beslutsom ledertype (Adolf Hitler, red.) er opskriften på en ny verdensorden. | Citat |
| Wittmann, 1942, kort efter sejren over Rumænien | |       |

.

Michael Wittmann blev uidentificeret begravet i vejgrøften ved den mark, hvor hans Tiger I blev nedkæmpet i Frankrig. I 1983 blev hans lig identificeret og genbegravet på en tysk kirkegård i Frankrig ved de fem invasionsstrande fra D-Dag.
Wittmanns er som kampvognskommandør kritiseret af flere eksperter i krigsførelse med kampvogne. Således anfører Steven Zaloga: "Tank-versus-tank fighting was more often than not an opportunistic clash fought from ambush with one tank knocking out the other before the opposing tank even identified the presence of the enemy. The great "tank aces" of World War II were mostly bushwackers, usually having a decided advantage in firepower or armor, often having both. The hero of all Nazi fanboys is the Waffen-SS Tiger ace Michael Wittmann. Yet Wittmann fought from a Tiger heavy tank in 1943-44 when the Tiger could kill its opponents long before they were close enough to inflict damage on his tank. Most of the "tank aces" of World War II were simply the crews lucky enough to have an invulnerable tank with a powerful gun. How many "tank aces" operated the ordinary tanks - the PzKpfw III, PzKpfw IV, or Sherman?" Den tyske kampvognsekspert Wolfgang Schneider anfører om Wittmann: ""a competent tank company commander does not accumulate so many serious mistakes".
Det mislykkedes angreb, der medførte hans død var et forsøg på at gennembryde den truende omringning ved Caen. Angrebet var beordret af Kurt Meyer chefen for 12. SS-Division, selv om den taktiske situation var håbløs.  Det kan undre, at Michael Wittmann valgte at angribe over åben mark udsat for fjendtlig ild fra front og sin venstre flanke. Wittmann var med tre andre Tiger kampvogne kørt frem i et område uden efterretninger om fjenden og uden fornøden opklaring og befandt sig som konsekvens heraf mellem  canadiske og engelske styrker. Man kunne sige, at han gennemførte "The charge of the light brigade" (et ugennemtænkt angreb) i en anden tidsalder og målestok, og alle fire kampvogne blev nedkæmpet af de allierede styrker.  